# 罗切
罗切，指日本古代的一种阉割。

## 起源
江户时代的僧侣为了谢绝情欲，而想到自宫的办法。有记载的首先进行罗切的是1662年时，33岁的和尚了翁道觉。之所以称之为罗切，是因为梵语中称男子生殖器为“魔罗”。据说两年内了翁道觉的伤口没有愈合，他之后编写了《錦袋円》一书，讲述罗切后的治疗方法。

## 方法
据《宇治拾遗物语》卷一第六《中纳言法师之玉茎剪切的故事》载，江户时代的罗切，留下睾丸，切去阴茎。